# Sistema de Radiodifusoras Culturales Indígenas
El Sistema de Radiodifusoras Culturales Indígenas (SRCI) es un conjunto de emisoras de radio en México que transmiten su programación en diferentes lenguas dependiendo a la población a la que sirven.

## Historia
El inicio del Sistema de Radiodifusoras Culturales Indigenistas dependiente del Instituto Nacional Indigenista (INI) fue el 10 de marzo de 1979 cuando inició transmisiones la estación XEZV-AM con el nombre de La Voz de la Montaña localizada en Tlapa de Comonfort, Guerrero.
En 1982, el SRCI instaló en Nacajuca, Tabasco la radiodifusora XENAC-AM La Voz de los Chontales, fue suspendida su operación en 1990 por cuestiones políticas, y fue cerrada definitivamente en el año 2000, cancelándose su permiso para transmitir de la estación en el año 2001. Desde entonces el SRCI contaba con 20 estaciones de radio en toda la República Mexicana, hasta el día 8 de octubre del 2012, cuando la estación XETPH-AM sale al aire ubicándose en el sur del estado de Durango. El día 28 de febrero de 2020 vuele transmitir a Nacajuca, Tabasco con la nueva frecuencia XHCPBS-FM 98.7 MHz, después de 30 años en silencio.
Desde el 21 de mayo de 2003, el Instituto Nacional Indigenista (INI) se le conocía como Comisión Nacional para el Desarrollo de los Pueblos Indígenas (CDI), donde el SRCI depende de la CDI. En 2018, la CDI fue reemplazada por el Instituto Nacional de los Pueblos Indígenas; al mismo tiempo, el sistema sufrió un leve cambio de nombre para quedar como Sistema de Radiodifusoras Culturales Indígenas.
En la migración AM-FM, las estaciones de Cardonal, Hidalgo; Tuxpan, Michoacán; Felipe Carrillo Puerto, Quintana Roo; y Peto, Yucatán migraron a FM. En los casos de Cardonal y Peto, un compromiso de continuidad asegura transmisiones continuas en AM, mientras la CDI obtuvo nuevas concesiones públicas en AM para las estaciones de Tuxpan y Felipe Carrillo Puerto. Además, la CDI/INPI ha recibido diversas nuevas concesiones para convertir algunas de sus emisoras en estaciones combo, en San Quintin, Guelatao de Juárez y Tlaxiaco.

## Estaciones
El Sistema de Radiodifusoras Culturales Indígenas, opera veinte estaciones que transmiten en la banda de amplitud modulada y cuatro estaciones de baja potencia en la banda de frecuencia modulada, incluyendo a la estación cerrada de XENAC-AM que ahora es XHCPBS-FM desde 28 de febrero de 2020.
| Estación Indicativo | Frecuencia kHz | Nombre                           | Ubicación                            | Potencia kW | Primera emisión          | Lenguas                                        |
| ------------------- | -------------- | -------------------------------- | ------------------------------------ | ----------- | ------------------------ | ---------------------------------------------- |
| XEZV-AM             | 800            | La Voz de la Montaña             | Tlapa de Comonfort, Guerrero         | 5 d         | 10 de mayo de 1979       | náhuatl mixteco tlapaneco español              |
| XETLA-AM XHPBSD-FM  | 930 95.9       | La Voz de la Mixteca             | Tlaxiaco, Oaxaca                     | 5 d 6       | 15 de septiembre de 1982 | mixteco triqui español                         |
| XEPUR-AM            | 830            | La Voz de los P'urhepechas       | Cherán, Michoacán                    | 8 d         | 2 de octubre de 1982     | purépecha español                              |
| XETAR-AM            | 870            | La Voz de la Sierra Tarahumara   | Guachochi, Chihuahua                 | 10 d        | 11 de noviembre de 1982  | tarahumara tepehuano español                   |
| XEPET-AM XHPET-FM   | 730 105.5      | La Voz de los Mayas              | Peto, Yucatán                        | 10 d 6      | 29 de noviembre de 1982  | maya español                                   |
| XEVFS-AM            | 1030           | La Voz de la Frontera Sur        | Las Margaritas, Chiapas              | 10 d        | 27 de abril de 1987      | tojol-ab´al mam tseltal tsotsil popti' español |
| XEANT-AM            | 770            | La Voz de las Huastecas          | Tancanhuitz , San Luis Potosí        | 10 d        | 28 de septiembre de 1990 | náhuatl pame tének español                     |
| XEGLO-AM XHGJO-FM   | 780 88.3       | La Voz de la Sierra Juárez       | Guelatao de Juárez, Oaxaca           | 10 d 6      | 18 de noviembre de 1990  | zapoteco mixe chinanteco español               |
| XEZON-AM            | 1360           | La Voz de la Sierra de Zongolica | Zongolica, Veracruz                  | 10 d        | 20 de noviembre de 1991  | náhuatl español                                |
| XEOJN-AM            | 950            | La Voz de la Chinantla           | San Lucas Ojitlán, Oaxaca            | 10 d        | 14 de diciembre de 1991  | mazateco cuicateco chinanteco Español          |
| XEJMN-AM            | 750            | La Voz de los Cuatro Pueblos     | Jesús María, Nayarit                 | 10 d        | 3 de abril de 1992       | cora huichol tepehuano náhuatl español         |
| XEJAM-AM            | 1260           | La Voz de la Costa Chica         | Santiago Jamiltepec, Oaxaca          | 10 d        | 5 de mayo de 1994        | mixteco amuzgo chatino español                 |
| XEQIN-AM XHSQB-FM   | 1160 95.1      | La Voz del Valle                 | San Quintín, Baja California         | 10 d 6      | 15 de junio de 1994      | mixteco zapoteco triqui español                |
| XECTZ-AM            | 1350           | La Voz de la Sierra Norte        | Cuetzalan, Puebla                    | 10 d        | 21 de agosto de 1994     | náhuatl totonaco español                       |
| XEXPUJ-AM           | 700            | La Voz del Corazón de la Selva   | Xpujil, Campeche                     | 5 d         | 22 de enero de 1996      | maya chol español                              |
| XEETCH-AM           | 700            | La Voz de los Tres Ríos          | Etchojoa, Sonora                     | 5 d         | 19 de febrero de 1996    | mayo yaqui guarijío español                    |
| XECOPA-AM           | 1210           | La Voz de los Vientos            | Copainalá, Chiapas                   | 5 d         | 17 de julio de 1997      | zoque tzotzil español                          |
| XETUX-AM XHTUMI-FM  | 1010 107.9     | La Voz de la Sierra Oriente      | Tuxpan, Michoacán                    | 5 d 5.85    | 12 de mayo de 1998       | mazahua otomí Español                          |
| XECARH-AM XHCARH-FM | 1480 89.1      | La Voz del Pueblo Ñha-ñhu        | Cardonal, Hidalgo                    | 5 d 3       | 1 de agosto de 1998      | ñha-ñhu náhuatl español                        |
| XEFEL-AM XHNKA-FM   | 1030 104.5     | La Voz del Gran Pueblo           | Felipe Carrillo Puerto, Quintana Roo | 5 d 6       | 15 de junio de 1999      | maya español                                   |
| XETPH-AM            | 960            | Las Tres Voces de Durango        | Santa María de Ocotán, Durango       | 5 d         | 8 de octubre de 2012     | náhuatl tepehuano wixárika español             |
| XHCPBS-FM           | 98.7           | La Voz de los Chontales          | Nacajuca, Tabasco                    | 3           | 28 de febrero de 2020    | Yokot'an español                               |
| XHCPCT-FM           | 89.3           | La Voz del Rio Yaqui             | Tórim, Sonora                        | 5 d         | 28 de septiembre de 2022 | Yaqui español                                  |